# Terry Driver
Pour les articles homonymes, voir Driver.
Terry  Driver est un tueur canadien né 1er janvier 1965 et mort le 23 août 2021, également connu comme le tueur d'Abbotsford.
Le 14 octobre 1995, Driver agresse à coups de batte de baseball deux adolescentes choisies au hasard. L'une de ses victimes, Tanya Smith, est violée et assassinée, mais l'amie qui l'accompagne, Misty Cockerill, survit à de graves blessures à la tête. Durant les jours qui suivent le meurtre, Driver terrorise la population d'Abbotsford, tout en narguant la police : appels téléphoniques au numéro d'urgence 911, envoi de lettres scabreuses, mise de la pierre tombale de sa victime présumée sur le capot d'une voiture. Driver a commis ses crimes dans le seul but de se faire remarquer. 
En 1997, Driver, reconnu coupable de meurtre au 1er degré et de tentative de meurtre, est condamné à la prison à vie, c'est-à-dire sans possibilité de libération conditionnelle avant 25 ans, et déclaré délinquant dangereux (en).
En 2006, Terry Driver est transféré à l'institution Kent d'Abbotsford, un centre de traitement fermé pour criminels ayant un comportement antisocial.